# Савва (Бундало)

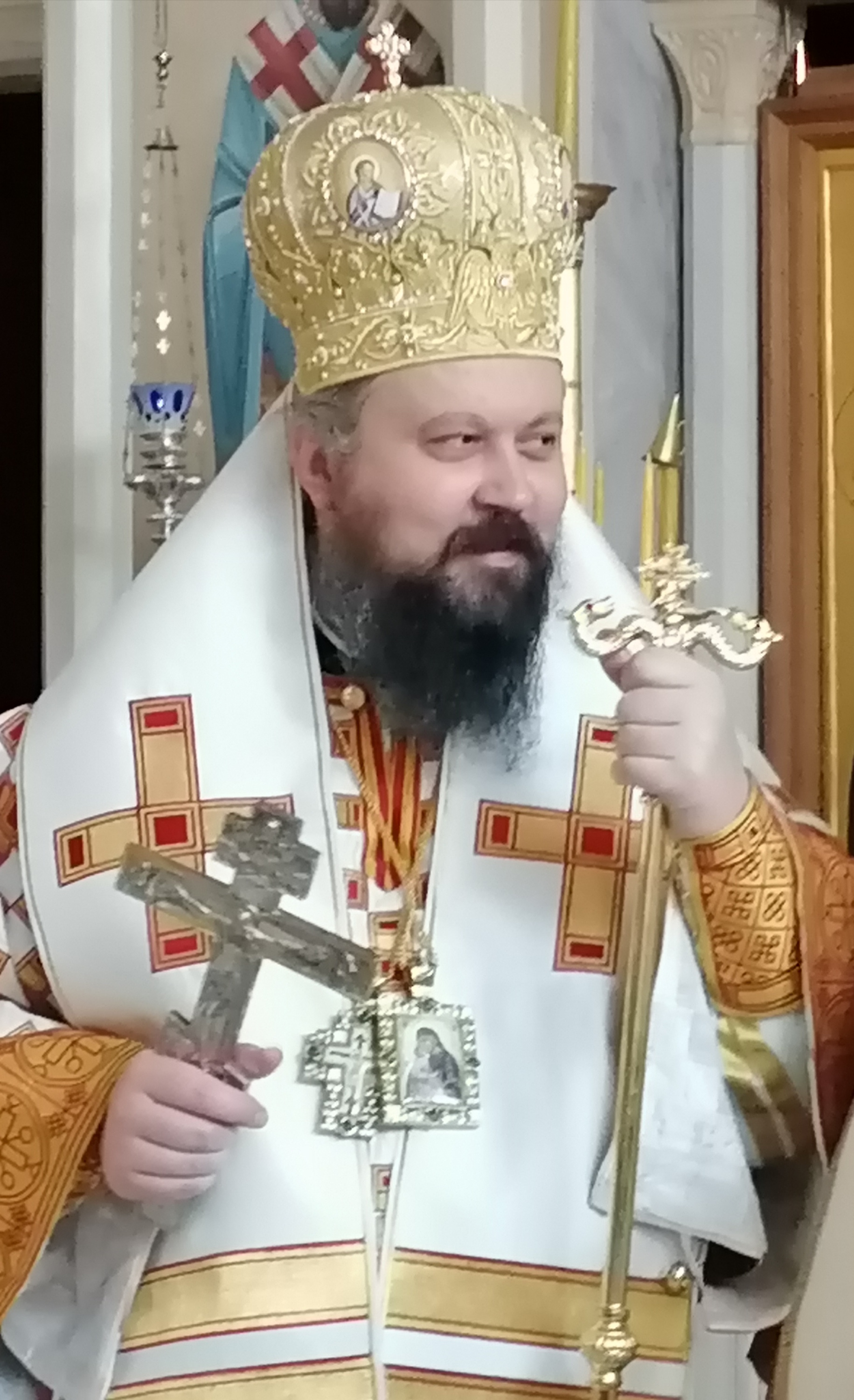

Епископ Савва (серб. Епископ Сава, в миру Боян Бундало, серб. Бојан Бундало; 9 декабря 1984, Баня-Лука) — епископ Сербской православной церкви, епископ Марчанский, викарий Баня-Лукской епархии.

## Биография
Родился 9 декабря 1984 года в Баня-Луке, в семье отца Йова и матери Горданы. Он окончил начальную школу в Србаце.
В 1999 году поступил в Семинарию Святого Петра Цетинского в Цетине, которую окончил в 2003 году. После окончания семинарии он поступил на богословский факультет в Белграде, который окончил в 2010 году. Во время учебы на богословском факультете в Белграде он познакомился с будущим патриархом Порфирием, в то время профессором этого факультета, под духовным руководством которого он закончил учёбу и переехал в Загребско-Люблянскую митрополию, где стал одним из его ближайших соратников. Стал говиться к принятию монашества.
Он закончил магистратуру по каноническому праву в 2015 году в Институте высших исследований в области православного богословия Константинопольського Патриархата в Шамбези. Он изучал греческий язык в Афинском университете с 2015 по 2017 год, а 2019/2020 учебный год он провёл в Общецерковной аспирантуре и докторантуре Русской Православной Церкви в Москве, а также в Государственном институте русского языка им. А. С. Пушкина, совершенствуя свои знания русского языка.
20 апреля 2019 года в Монастыре Осовица в Баня-Луке епископом Баня-Лукским Ефремом (Милутиновичем) был пострижен в монашество, после чего был назначен в братство Монастыря Святой Петки в Загребе. 8 января 2020 года в кафедральном соборе Преображения Господня в Загребе рукоположен в сан иеродиакона тогдашним митрополитом Загребским и Люблянским Порфирием.
С момента избрания Патриарха Порфирия на престол предстоятелей Сербской Православной Церкви, по благословению Патриарха, он переезжает в Патриархию в Белграде, где исполняет послушание, стараясь помочь Патриарху Порфирию в его ответственном архипастырском служении. Рукоположение в сан иеромонаха было совершено Патриархом Порфирием в той же церкви 18 апреля 2021 года.
По предложению Его Святейшества Сербского Патриарха Порфирия Священное Собрание Епископов Сербской Православной Церкви на своей очередной сессии 29 мая 2021 года избрало иеромонаха Савву викарным епископом Сербского Патриарха с титулом «Марчанский».
3 октября 2021 в соборном храме святого Саввы в Белграде был рукоположен в сан епископа. Хиротонию совершили: Патриарх Сербский Порфирий, архиепископ Мадавский Аристовул (Кириадзис)(Иерусалимская православная церковь), архиепископ Охридски и митрополит Скопский Иоанн (Вранишковский), митрополит Черногорско-Приморский Иоанникий (Мичович), епископ Будимский Лукиан (Пантелич), епископ Банатский Никанор (Богунович), епископ Бачский Ириней (Булович), епископ Британско-Скандинавский Досифей (Мотика), епископ Враньский Пахомий (Гачич), епископ Шумадийский Иоанн (Младенович), епископ Браничевски Игнатий (Мидич), епископ Зворницко-Тузланский Фотий (Сладоевич), епископ Милешевский Афанасий (Ракита), епископ Горнокарловацкий Герасим (Попович), епископ Крушевацкий Давид (Перович), епископ Славонский Иоанн (Чулибрк), епископ Бихачско-Петровачский Сергий (Каранович), епископ Тимокский Иларион (Голубович), епископ Нишский Арсений (Главчич), епископ Далматинский Никодим (Косович), епископ Осечкопольский и Бараньский Херувим (Джерманович), епископ Валевский Исихий (Рогич), епископ Будимлянский и Никшичский Мефодий (Остоич), епископ Захумско-Герцеговинский Димитрий (Радженович), епископ Моравичский Антоний (Пантелич), епископ Стобийский Давид (Нинов), епископ Ремезианский Стефан (Шарич), епископ Топлицкий Иерофей (Петрович), епископ Хвостанский Иустин (Еремич) и епископ Мохачский Дамаскин (Грабеж)
20 мая 2023 года назначен викарием Баня-Лукской епархии с сохранением предидущего титула.